# Lednová stávka v Rakousko-Uhersku

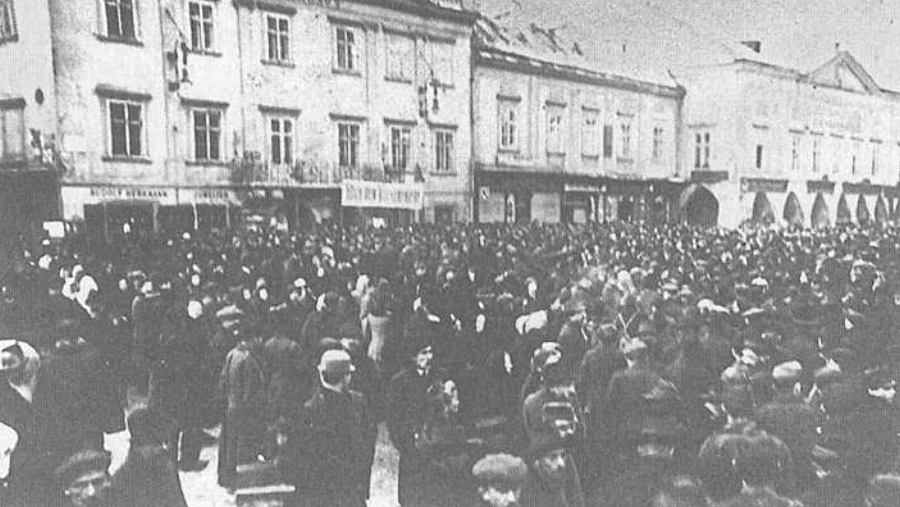
Stávkující na náměstí ve Vídeňském Novém Městě.

Lednová stávka v Rakousko-Uhersku v roce 1918 zasáhla i české země. Uskutečnila se mezi 3. lednem a 25. lednem 1918. Stávkující dělníci požadovali lepší životní podmínky a konec první světové války. Kromě toho probíhala stávka i v Německu, a to od 25. ledna do 1. února. Pro odlišení v německy mluvícím prostředí se pro stávku v Německu používal termín německy Januarstreik, zatímco v Rakousko-Uhersku německy Jännerstreik, odkazující na specifickou výslovnost ledna v Rakouské němčině.

## Průběh
Špatná situace na bojišti, stále horšící se životní podmínky v Rakousko-Uhersku, stále přísnější přídělový systém – to vše bylo zdrojem nespokojenosti, hladových bouří a protestů, které postupně sílily během průběhu války. Již na počátku roku 1917 protestovali dělníci ve Vídni proti přerušení i tak hubených dodávek potravin. Jistou energii a elán pracujícím dodala i Říjnová revoluce v Rusku, především její požadavek na uzavření míru podmíněný výhrůžkou dalších stávek a paralyzováním válečné ekonomiky. V této atmosféře nicméně některé rakouské politické strany jednaly velice pomalu; SDAPÖ (Sociálně-demokratická dělnická strana Rakouska) nekonala zpočátku vůbec nic, ačkoliv její mládežnická organizace se již chystala na stávku. Situace se následně obrátila poté, co mezi ústředními mocnostmi a novou ruskou vládou byla zahájena mírová jednání v Brest-Litevsku. Na začátku ledna protestovaly čtyři tisíce rozzlobených maďarských dělníků v Budapešti před německým konzulátem a žádali, aby Německo přijalo mírové podmínky. 
V takto výbušné atmosféře se záminkou pro okamžitou stávku stalo snížení přídělů mouky na polovinu. Nejprve šlo do stávky 4500 dělníků společnosti Austro-Daimler ve Vídeňském Novém Městě. Stávka se velmi rychle rozšířila po Dolním Rakousku a do Vídně. Do 18. ledna 1918 bylo ve stávce na sto deset tisíc pracujících v rakouském hlavním městě. V témže dni vešli do stávky i zaměstnanci dopravního podniku v Budapešti, čímž paralyzovali tamní tramvajovou síť. Stávka se rozšířila během dne do celého Uherska, uherská sociální demokracie vyhlásila generální stávku v Zalitavsku. Vešlo do ní na čtyřicet tisíc lidí. Stávka vypukla i přesto, že se uherské úřady pokusily o dění v Rakousku neinformovat. Od 19. ledna poté dělníci stávkovali i v Segedínu a Nagykanizsi. V Lublani vešli pracující rovněž do stávky a v Terstu byl uzavřen hlavní rakouský obchodní přístav, stejně tak přístav v Pule. Do stávky vstoupili i dělníci v Krakově. V českých zemích se stávkovalo až později, nejprve 19. ledna 1918 v Brně, později do stávky vešli zaměstnanci plzeňské škodovky a v Kladně zaměstnanci ocelárny Poldi. Dne 22. ledna proběhla stávka v Praze, na Staroměstském náměstí demonstrovalo několik desítek tisíc lidí. Stávka se rovněž rozšířila i mezi železničáře, což paralyzovalo dopravu.
Rakouský premiér z obav před tím, že by se stávky mohly rozšířit do podoby celonárodního povstání, odeslal varovný telegram císaři Karlovi. 17. ledna 1918 apeloval sám císař na ministra zahraničí, který aktuálně pobýval v Brest-Litevsku a vyjednával s ruskými zástupci, že osud monarchie závisí na včasném sjednání mírových podmínek. V okamžiku největší intenzity stávky přerušilo práci okolo 750 000–1 000 000 lidí.
Sociálně-demokratická dělnická strana Rakouska následně sepsala seznam požadavků stávkujících a adresovala jej vládě. Vláda přislíbila demokratizaci na úrovni voleb do místních samospráv a zlepšení zásobování potravinami. Během noci z 19. na 20. ledna zástupci stávkujících podmínky přijali a nařídili obnovit práci od 21. ledna 1918. Sliby však nebyly splněny a řada organizátorů stávky byla rakousko-uherskými úřady zatčena. Dozvuky měla stávka ještě v dalších městech i po jejím skončení. Dne 29. ledna 1918 stávkovali dělníci např. i v Ostravě.